# Copenhagen Cup 1981
Der Copenhagen Cup 1981 im Badminton fand vom 3. bis zum 6. Januar 1981 in Kopenhagen statt.

## Finalergebnisse
| Disziplin    | Sieger                           | Finalist                         | Ergebnis            |
| ------------ | -------------------------------- | -------------------------------- | ------------------- |
| Herreneinzel | Lius Pongoh                      | Hadiyanto                        | 15-10, 15-9         |
| Dameneinzel  | Jane Webster                     | Gillian Gilks                    | 11-7, 9-12, 11-9    |
| Herrendoppel | Thomas Kihlström Stefan Karlsson | Rudy Heryanto Kartono Hariamanto | 15-10, 12-15, 17-15 |
| Damendoppel  | Gillian Gilks Paula Kilvington   | Jane Webster Nora Perry          | 15-12, 15-8         |
| Mixed        | Mike Tredgett Nora Perry         | Rob Ridder Marjan Ridder         | 15-12, 15-6         |